# Glypta tricincta
Glypta tricincta là một loài tò vò trong họ Ichneumonidae.